# Crab Orchard (Kentucky)
Crab Orchard és una població dels Estats Units a l'estat de Kentucky. Segons el cens del 2000 tenia 842 habitants.

## Demografia
Segons el cens del 2000, Crab Orchard tenia 842 habitants, 373 habitatges, i 227 famílies. La densitat de població era de 233,9 habitants/km².
Dels 373 habitatges en un 29,5% hi vivien nens de menys de 18 anys, en un 42,4% hi vivien parelles casades, en un 12,9% dones solteres, i en un 38,9% no eren unitats familiars. En el 36,2% dels habitatges hi vivien persones soles el 21,7% de les quals corresponia a persones de 65 anys o més que vivien soles. El nombre mitjà de persones vivint en cada habitatge era de 2,26 i el nombre mitjà de persones que vivien en cada família era de 2,93.
Per edats la població es repartia de la següent manera: un 25,9% tenia menys de 18 anys, un 8,4% entre 18 i 24, un 24,5% entre 25 i 44, un 20,8% de 45 a 60 i un 20,4% 65 anys o més.
L'edat mediana era de 37 anys. Per cada 100 dones de 18 o més anys hi havia 77,3 homes.
La renda mediana per habitatge era de 21.184 $ i la renda mediana per família de 31.111 $. Els homes tenien una renda mediana de 26.607 $ mentre que les dones 18.889 $. La renda per capita de la població era d'11.706 $. Entorn del 17,7% de les famílies i el 27,9% de la població estaven per davall del llindar de pobresa.

## Poblacions més properes
El següent diagrama mostra les poblacions més properes.